# 글라우키디움
글라우키디움(glaucidium, 학명: Glaucidium palmatum 글라우키디움 팔마툼[*])은 미나리아재비과의 단형 아과인 글라우키디움아과(glaucidium亞科, 학명: Glaucidioideae 글라우키디오이데아이[*])의 단형 속인 글라우키디움속(glaucidium屬, 학명: Glaucidium 글라우키디움[*])에 속하는 유일한 종이다. 일본 홋카이도 동부와 북부 지역과 혼슈 북동부의 동해와 접한 지역의 산악 지역에서 자생한다. "일본나무양귀비"(Japanese Wood Poppy) 또는 "시라네아오이"(일본명: シラネアオイ), "시라네 접시꽃" 등으로도 불린다. 일본의 천연기념물이다. 암술과 배주의 구조, 골돌의 열개방법과 세포학적 특성(세포형태와 염색체 구조) 등 중요한 점에서 차이가 나기 때문에 글라우키디움과(Glaucidiaceae)라는 별도의 과로 분류하기도 한다. 일부는 작약과에 포함시키기도 한다.

## 계통 분류
미나리아재비과의 계통 분류는 다음과 같다.
|  | 글라우키디움아과 |
|  |                  |
|  | 히드라스티스아과 |
|  |                  |

|  | 황련아과                                                          |
|  |                                                                   |
|  | \| \| 미나리아재비아과 \| \| \| \| \| \| 꿩의다리아과 \| \| \| \| |
|  |                                                                   |
|  | 미나리아재비아과                                                  |
|  |                                                                   |
|  | 꿩의다리아과                                                      |
|  |                                                                   |

|  | 미나리아재비아과 |
|  |                  |
|  | 꿩의다리아과     |
|  |                  |

|  | 글라우키디움아과 |
|  |                  |
|  | 히드라스티스아과 |
|  |                  |

|  | 황련아과                                                          |
|  |                                                                   |
|  | \| \| 미나리아재비아과 \| \| \| \| \| \| 꿩의다리아과 \| \| \| \| |
|  |                                                                   |
|  | 미나리아재비아과                                                  |
|  |                                                                   |
|  | 꿩의다리아과                                                      |
|  |                                                                   |

|  | 미나리아재비아과 |
|  |                  |
|  | 꿩의다리아과     |
|  |                  |